# Сцена из Фауста
Сцена из Фауста — стихотворение А. С. Пушкина, в котором автор использует героев трагедии Гёте «Фауст». Написанное в 1825 году, было впервые опубликовано в 1828 году в журнале «Московский вестник». Некоторые учёные считают, что написанное после первой части Фауста произведение могло послужить стимулом для Гёте в написании продолжения трагедии.

## Анализ произведения
Из-за отсылки к произведению Гёте происходит сравнение и сопоставление стихотворения «Сцена из Фауста» с ним. Совпадают образы, названия и жанровая специфика, которые должны убедить читателя увидеть подлинность происходящего. С.Аверинцев пишет, что это «среднее между подражанием, пародией и вольной вариацией на гётевскую тему» необходимо для связи мотивов с трагедией Гёте и для закрепления ассоциативных рядов. Но сам текст сцены критики признают совершенно оригинальным и не имеющим соответствия никакому отрывку из «Фауста» Гёте.
Стихотворение построено как диалог между Фаустом и Мефистофелем. Пушкинская сцена начинается с жалобы Фауста о скуке: «Мне скучно, бес». Фауст будто обращается за помощью к бесу. В этом и оригинальность стихотворения Пушкина. Мефистофель стремится погубить Фауста выступая как психолог, убеждая героя, что «скука — это и есть нормальное, естественное состояние человека в мире (на земле), что это всеобщее правило (исключений нет) и что такое состояние — результат разумности человеческого рода, его рассудка, способности к размышлению: „Вся тварь разумная скучает“».
М. Н. Эпштейн пишет: «…Корабль гибнет потому, что гибнет минута, скука Фауста состоит в убиении времени, а рассеяние скуки — в убиении людей».
«Сцены из Фауста» — это многособытийный рассказ, состоящий из «самых разных степеней событийности и разных уровней инкорпорированности в текст: это и событие разговора Мефистофеля и Фауста; и событие рассказа Мефистофелем о событиях, имевших место в прошлом — учение Фауста и его любовь; и событие гнева Фауста на своего собеседника, когда тот приводит примеры событий из своей жизни, с которыми сравнивается отвращение, наступающее после наслаждения; и событие рассказа о проплывающем здесь и сейчас корабле; и желание Фауста утопить всё; и событие согласия Мефистофеля сделать это…»
Также отличием стихотворения Пушкина является отсутствие мистерии в метафизическом плане. Дискуссия Фауста и Мефистофеля происходит однопланово, «все решается в психике Фауста». Мефистофель-психолог стремится утвердить Фауста в своей правоте: он приводит в пример множество ситуаций из жизни, указывая лишь на отрицательные стороны и обесценивая тем самым жизнь, представляя её бесмысленной и безрадостной. «Мефистофель…чувствует, что данное психологическое состояние Фауста, доминанта „скуки“ в настоящий момент даёт ему возможность для фиксации и распространения этого чувства ретроспективно на все важные моменты прошлого».
Исследователи и критики разделились во мнениях по поводу жанровой принадлежности стихотворения: Б. П. Городецкий, Б. В. Томашевский, С. М. Бонди называют произведение лирическим; И. В. Киреевский, С. А. Фомичёв, Б. С. Мейлах приводят аргументы в пользу драматического.
Для Б. В. Томашевского лирический характер выражен в представлении «раздвоенного сознания: ведь Мефистофель данной сцены разоблачает перед Фаустом лишь его собственные чувствования. От драматической формы остался лишь след некоторого объективизма и психологизма». С. М. Бонди видит «противоборствующие стороны души поэта, которые воплощены в ставшие традиционными со времён Гёте образы Фауста и Мефистофеля». И. В. Киреевский же умозаключает: «Пушкин рождён для драматического рода. Он слишком многосторонен, слишком объективен, чтобы быть лириком.»
Открытым остаётся вопрос не только жанра, но и смысла произведения. В. Г. Белинский видит смысл произведения в изображении «душевного кризиса современного человека, утратившего романтические иллюзии, изображение правдивое и сочувственное», а С. М. Бонди видит осуждение автором романтизма: «Пушкин подчёркивает особую психологическую черту в облике разочаровавшегося во всем бывшего романтика — его антигуманный, даже больше, общественно опасный характер…такой озлобленный скептик, готовый цинически издеваться над своими прошлыми мечтами и идеалами, всегда при соприкосновении с людьми несёт им зло, гибель, несчастья».

## Критика
М. П. Алексеев называет «Сцену из Фауста» маленькой трагедией, «стоящей в ряду со многими другими европейскими произведениями о Фаусте, но сознательно соотнесённая Пушкиным с самым крупным и гениальным сочинением о Фаусте трагедией Гёте. Следует подчеркнуть при этом, что образ Фауста, его философия жизни, его идеалы и нравственные представления носили не только общечеловеческий характер, но и были одновременно выражением немецкого самосознания».
Гениальность поэта в данном произведении подчёркивает Н. В. Гоголь: «Гетев „Фауст“ навёл его вдруг на идею сжать в 2-х-3-х страничках главную мысль германского поэта — и дивишься, как она метко понята и как сосредоточена в одно крепкое ядро, несмотря на всю её неопределённую разбросанность у Гёте.»
А. Г. Горнфельд в сравнении Фаустов делает вывод: «Фауст Пушкина — не Фауст Гёте; одни видят в этом недостаток произведения Пушкина, другие — особое достоинство; но нет спора в том, что скучающий и озлобленный герой русского поэта не может быть слит в один цельный образ с неустанно ищущим и деятельным Фаустом трагедии Гёте.»

## Влияние
Первая строчка из произведения, «Мне скучно, бес…», является эпиграфом к стихотворению «Два часа в резервуаре» И.А.Бродского.